# Grand Prix La Marseillaise 2023
45. ročník jednodenního cyklistického závodu Grand Prix La Marseillaise se konal 29. ledna 2023 ve francouzském městě Marseille a okolí. Vítězem se stal Američan Neilson Powless z týmu EF Education–EasyPost. Na druhém a třetím místě se umístili Francouz Valentin Ferron (Team TotalEnergies) a Belgičan Brent Van Moer (Lotto–Dstny). Závod byl součástí UCI Europe Tour 2023 na úrovni 1.1.

## Týmy
Závodu se zúčastnilo 6 z 18 UCI WorldTeamů, 9 UCI ProTeamů a 5 UCI Continental týmů. Každý tým přijel se sedmi závodníky kromě týmu EF Education–EasyPost s šesti jezdci. 2 závodníci neodstartovali, na start se tak postavilo 137 jezdců. Do cíle v Marseille dojelo 124 z nich, další 4 dojeli mimo časový limit.
UCI WorldTeamy
- AG2R Citroën Team
- Alpecin–Deceuninck
- Arkéa–Samsic
- Cofidis
- EF Education–EasyPost
- Groupama–FDJ

UCI ProTeamy
- Bingoal WB
- Caja Rural–Seguros RGA
- Equipo Kern Pharma
- Israel–Premier Tech
- Lotto–Dstny
- Team Flanders–Baloise
- Team TotalEnergies
- Tudor Pro Cycling Team
- Uno-X Pro Cycling Team

UCI Continental týmy
- Beltrami TSA–Tre Colli
- CIC U Nantes Atlantique
- Go Sport–Roubaix–Lille Métropole
- Nice Métropole Côte d'Azur
- St. Michel–Mavic–Auber93

## Výsledky
| Pořadí | Jezdec                    | Tým                    | Čas        |
| ------ | ------------------------- | ---------------------- | ---------- |
| 1      | Neilson Powless (USA)     | EF Education–EasyPost  | 4h 19' 13" |
| 2      | Valentin Ferron (FRA)     | Team TotalEnergies     | + 1' 15"   |
| 3      | Brent Van Moer (BEL)      | Lotto–Dstny            | + 1' 15"   |
| 4      | Jenno Berckmoes (BEL)     | Team Flanders–Baloise  | + 1' 15"   |
| 5      | Krists Neilands (LAT)     | Israel–Premier Tech    | + 1' 15"   |
| 6      | Pierre-Luc Périchon (FRA) | Cofidis                | + 1' 15"   |
| 7      | Thibault Guernalec (FRA)  | Arkéa–Samsic           | + 1' 15"   |
| 8      | Lenny Martinez (FRA)      | Groupama–FDJ           | + 1' 15"   |
| 9      | Enzo Paleni (FRA)         | Groupama–FDJ           | + 1' 15"   |
| 10     | Petr Kelemen (CZE)        | Tudor Pro Cycling Team | + 1' 19"   |